# Hrísey
Hrísey is een dorpje op het gelijknamige eilandje in de Eyjafjörður-fjord van IJsland op ongeveer 35 kilometer ten noorden van Akureyri. Het eiland is het gemakkelijkst te bereiken met de veerboot die vanuit Árskógssandur vertrekt, vanwaar het slechts een kwartiertje varen is. Sinds 2004 behoort het eiland tot de gemeente Akureyri, hiervoor was het een zelfstandige gemeente.
Hrísey heeft een oppervlakte van 11,5 km², is ongeveer 7,5 kilometer lang en maximaal 2,5 kilometer breed. Het is het op een na grootste eiland voor de IJslandse kust na Heimaey, een van de eilanden van de Vestmannaeyjar. Hrísey heeft een bevolking van ongeveer 200 personen en is sinds het begin van de kolonisatie van IJsland bewoond geweest.
Op Hrísey leeft de bevolking voornamelijk van de visvangst, hoewel er tegenwoordig ook Galloway-runderen gefokt worden.
Hrísey is populair bij ornithologen, aangezien er vele soorten vogels voorkomen. Er zijn geen natuurlijke roofdieren op het eiland en het is er verboden om vogels te vangen.